# Hohenzollernplatz (métro de Munich)
Hohenzollernplatz (en allemand : U-Bahnhof Hohenzollernplatz) est une station de la U2 du métro de Munich. Elle est située à proximité de la Hohenzollernplatz  dans le secteur de Schwabing-West (de) (ouest de Schwabing), à Munich en Allemagne.
Mise en service en 1980, elle est desservie par les rames de la ligne U2 et, uniquement le samedi, les rames de la ligne U8. Elle est en correspondance avec une station du tramway de Munich, desservie par les lignes 12 et 27.

## Situation sur le réseau

Plan du métro (2020).

Établie en souterrain, Hohenzollernplatz est une station de passage de la ligne U2 du métro de Munich. Elle est située entre la station Scheidplatz, en direction du terminus nord Feldmoching, et la station Josephsplatz, en direction du terminus est Messestadt Ost,.
Elle dispose, d'un quai central encadré par les deux voies de la ligne U2,.

## Histoire
La station Hohenzollernplatz est mise en service le 18 octobre 1980, lors de l'ouverture à l'exploitation des 16 km, de Scheidplatz à Innsbrucker Ring de la ligne, alors dénommée U8, qui sera renommée plus tard U2. La station est similaire aux autres stations de cette section. Les murs derrière la voie sont revêtus de panneaux muraux gris-beige, le sol est en galets d'Isar, les colonnes carrelées de briques vertes et le plafond recouvert de lattes d'aluminium sur lesquelles se trouvent les bandes lumineuses.
En 2011, le revêtement des colonnes en tuiles vertes, qui se détachent, est remplacé par des panneaux rouges vif.

## Service aux voyageurs

### Accès et accueil
Située sur un axe légèrement nord-est sud-ouest, la station dispose : au nord, à l'intersection de la Herzogstraße avec la Erich-Kästner-Straße, de trois accès permettant de rejoindre la mezzanine nord, au niveau -1, d'ou on accède au nord du quai central, niveau -2, ; au sud, au niveau de la Hohenzollernplatz et à l'intersection de la Hohenzollernstraße et de la Tengststraße, de quatre accès permettant de rejoindre la mezzanine sud, au niveau -1, d'ou on accède au sud du quai central, niveau -2. Les relations entre la surface et les différents niveaux sont équipés d'escaliers fixes ou d'escalier fixe et un ou deux escaliers mécaniques. Les mezzanines disposent d'automates pour l'achat de titres de transport et de barrières de contrôle. Au centre de la station, sur la Erich-Kästner-Straße, un ascenseur assure l'accessibilité des personnes à la mobilité réduite en reliant directement la surface et le quai central au niveau -2,.

### Desserte

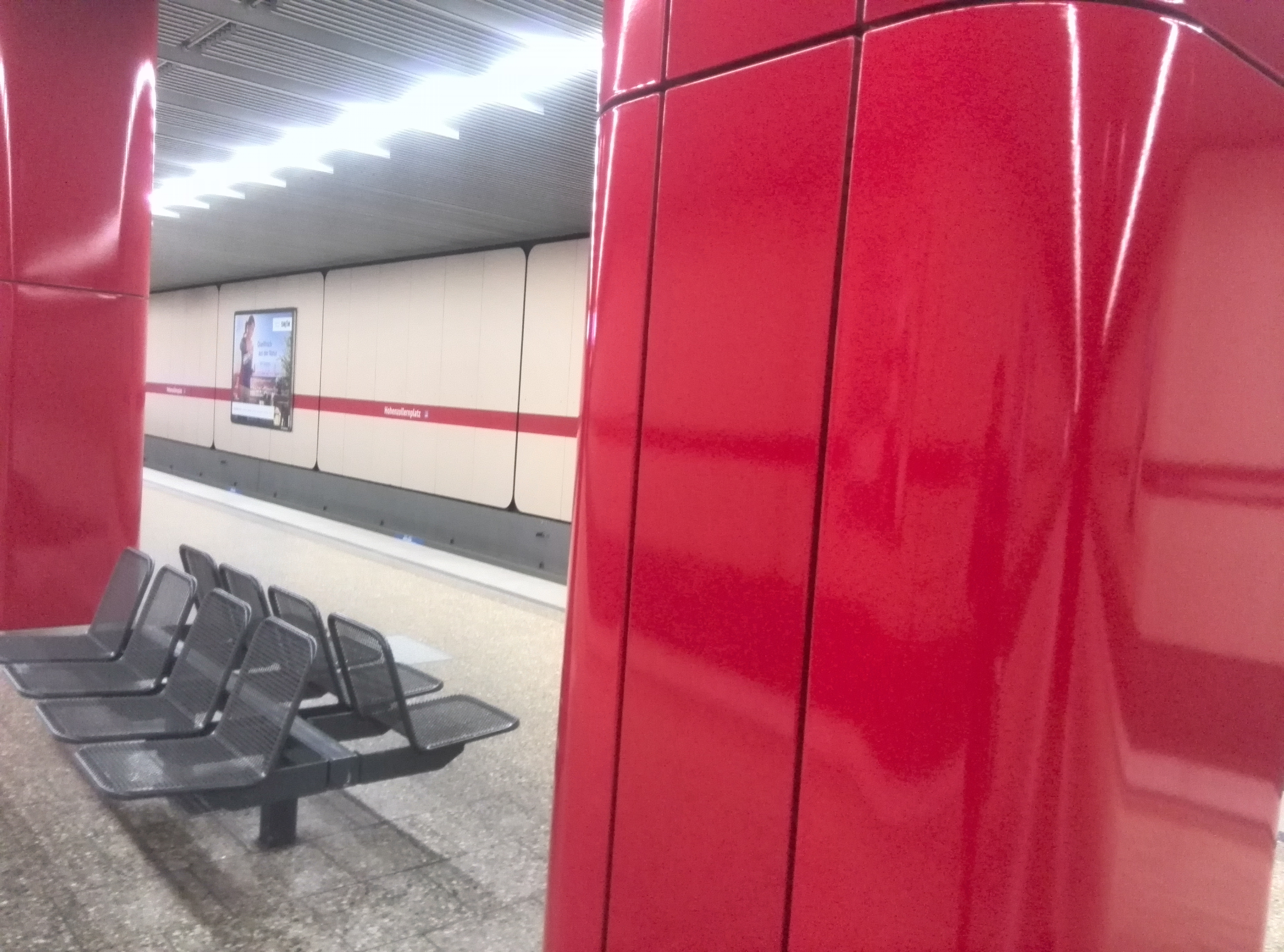
Un banc et des colonnes, en 2017, avec le nouveau revêtement rouge.

Am Hart est desservie par les rames de la ligne U2. Le samedi, uniquement, elle est également desservie par les rames de la ligne U8.

### Intermodalité
La station est en correspondance avec une station du tramway de Munich, situé, au sud, sur la Hohenzollernstraße. Elle est desservie lignes 12, 27 et N27. Sur la même voie des arrêts de bus sont desservis par les lignes 53, 59, N43 et N44.

## À proximité
Elle dessert un quartier résidentiel situé à dans l'ouest de Schwabing.